# Ayi Kwei Armah
Ayi Kwei Armah, född 1939 i Takoradi, är en ghanansk författare. Armah har en samhällsvetenskaplig examen från Harvard och en magisterexamen från Columbia University. Han har varit redaktör för tidskriften Révolucion Africaine i Alger och för Jeune Afrique i Paris. Han har också arbetat som manusförfattare vid Ghanas television i Accra. Han har varit lärare i Tanzania, Lesotho och i USA.
Armah är särskilt känd för romanen The Beautyful  Ones Are Not Yet Born (1968), om korruptionens bortträngande av skapande värden i det nya afrikanska samhället. Han har också gett ut den självbiografiska romanen Fragments (1970), samt Why Are We So Blest? (1971) och Two Thousand Seasons (1973), och har även gett ut lyrik. 1975 kom den historiska romanen The Healers.
Armah har bott i Senegal sedan tidigt 1990-tal och har studerat kopplingar mellan gammalegyptisk civilisation och afrikanska kulturer, bland annat påverkad av den viktige senegalesiske historikern och filosofen Cheikh Anta Diops arbeten. Denna påverkan visar sig bland annat i de stora romanerna Osiris Rising: a Novel of Africa Past, Present and Future (1995) och KMT: In the House of Life (2002). Båda är utgivna av förlagskollektivet Per Ankh, som Armah driver i den lilla staden Popenguine.

## Verk översatt till svenska
- De ännu inte födda, 1986 (The Beautyful  Ones Are Not Yet Born, 1968)